# Garry Moore
Pour les articles homonymes, voir Gary Moore (homonymie) et Moore.
Garry Moore (né Thomas Garrison Morfit ; 31 janvier 1915-28 novembre 1993) est un artiste, un humoriste, et animateur de jeu télévisé américain, surtout connu pour son travail à la télévision. Il a commencé une longue carrière avec le réseau CBS en commençant à la radio en 1937. À partir de 1949 et jusqu'au milieu des années 1970, Moore a été animateur de télévision dans plusieurs émissions de variétés et de jeux.